# Immagini conformi
Le immagini conformi si ottengono come risultato dell'applicazione di una mappa conforme (una trasformazione del piano che conserva gli angoli) a un'immagine di partenza. La deformazione dell'immagine iniziale che si ottiene in questo modo consente di visualizzare gli effetti di una mappa conforme su un sottoinsieme del piano: si tratta di effetti difficili da cogliere in altro modo, dal momento che essi coinvolgono la contro-intuitiva raffigurazione mentale in uno spazio quadridimensionale, una rappresentazione che sfugge alla normale intuizione spaziale tridimensionale.
La tecnica delle immagini conformi è una generalizzazione dell'analogo sistema della colorazione del dominio, anch'esso utilizzato per visualizzare l'effetto di mappe conformi. Ma, mentre quest'ultimo si serve di un prefissato cerchio cromatico formato da infiniti colori, la tecnica delle immagini conformi si serve di una tassellatura del piano realizzata con immagini finite. L'interesse didattico-pedagogico di questo approccio è dovuto alla possibilità di applicare il metodo a un flusso di immagini provenienti da una webcam per permettere una maggiore interattività e un più ricco anello di retroazione.
(Nota: nel seguito dell'articolo, al posto di "immagine", si utilizzeranno i termini "disegno" o "figura", per evitare confusione terminologica con i concetti matematici di immagine e controimmagine di una funzione. L'immagine di base utilizzata per tassellare il piano è un orologio centrato nell'origine, contornato da una frase d'autore e iscritto in un quadrato).

## Mappe conformi

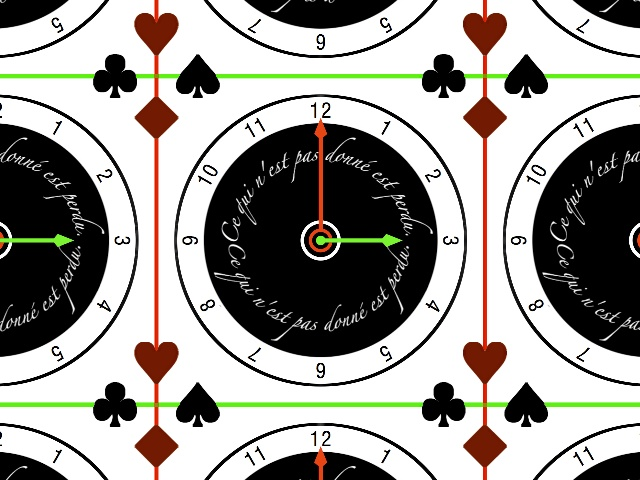
Piano tassellato dalla figura di un orologio

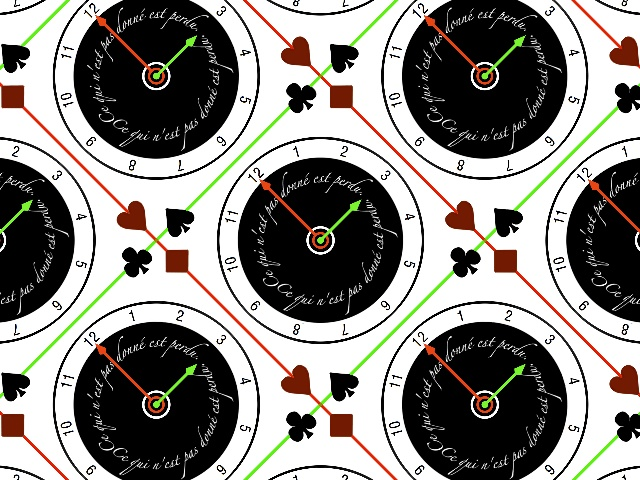
Applicazione al piano tassellato di una similitudine:

Una mappa conforme è una trasformazione geometrica del piano che conserva gli angoli. Sono conformi, ad esempio, molte funzioni di uso comune, se considerate nel campo complesso: l'elevazione a potenza, l'esponenziale, il logaritmo, la tangente.
Il piano può essere parametrizzato mediante coordinate cartesiane in cui ogni punto è denotato come {\displaystyle (x,y)\in \mathbb {R} ^{2}}, ma per le mappe conformi è più semplice e conveniente utilizzare il formalismo dell'analisi complessa: in tale ambito, il piano cartesiano è sostituito dal piano complesso, ai cui punti, denotati come {\displaystyle x+i\,y\in \mathbb {C} }, si applicano le normali operazioni algebriche del campo complesso.
Operando in questo modo, si ottiene una semplificazione dovuta al fatto che, nel piano complesso, un'omotetia di rapporto {\displaystyle r} si ottiene con una semplice moltiplicazione per il numero reale {\displaystyle r} , mentre una rotazione di angolo {\displaystyle \theta }  si esprime come una semplice moltiplicazione per il numero complesso unitario {\displaystyle e^{i\theta }}. Questi due casi semplici possono essere combinati quando si ha a che fare con la moltiplicazione per un numero complesso qualsiasi: {\displaystyle a=r\,e^{i\theta }} è un'operazione algebrica nel campo complesso che, sul piano cartesiano, si traduce a una roto-omotetia: si tratta, cioè, della combinazione di una rotazione e di un'omotetia, una trasformazione del piano altrimenti detta similitudine. Da semplici considerazioni algebriche sui moduli dei numeri complessi coinvolti, si ricava che il numero complesso {\displaystyle a=r\,e^{i\theta }} rappresenta il fattore di zoom della trasformazione del piano.
Questo formalismo, con le sue operazioni algebriche, permette di unificare due diversi concetti in uno solo: il numero complesso. con esso, infatti, si rappresentano sia i punti del piano (lo {\displaystyle z} della funzione {\displaystyle z\mapsto az}) sia le similitudini che agiscono sui punti (il coefficiente {\displaystyle a} della funzione {\displaystyle z\mapsto az})

### Funzioni olomorfe
All'interno delle mappe conformi, una classe particolare è costituita dalle funzioni olomorfe: queste ultime sono conformi in tutti i punti in cui la derivata non si annulla. La conformità in tali punti discende dal fatto che esse possono essere localmente approssimate da una similitudine:
{\displaystyle f(z)=a\,(z-z_{0})+b+o(z-z_{0})}
In questa espressione, {\displaystyle a=f'(z_{0})} è la derivata di {\displaystyle f(z)} nel punto {\displaystyle z_{0}}, mentre {\displaystyle b=f(z_{0})} è il valore assunto da {\displaystyle f(z)} in {\displaystyle z_{0}}. Il comportamento locale della funzione può essere approssimato con un monomio di primo grado. Il termine {\displaystyle o(z-z_{0})} rappresenta invece l'errore di questa approssimazione, trascurabile (o-piccolo) al tendere a zero di {\displaystyle z-z_{0}}. Da questa espressione si vede che il fattore di scala della omotetia è rappresentato proprio dal modulo del valore complesso della derivata di {\displaystyle f}, laddove questa è diversa da zero. 
In corrispondenza degli zeri della derivata, la funzione non è più conforme e può essere approssimata, localmente, con un monomio di grado superiore a {\displaystyle 1}.

### Funzioni polinomiali
Le similitudini, in quanto espresse da polinomi di primo grado, hanno derivata costante, e sono gli esempi più semplici di funzioni olomorfe. Dopo le similitudini, gli esempi più semplici di olomorfia si hanno con i polinomi di grado più elevato ({\displaystyle k>1}) e, in particolare, con i monomi del tipo {\displaystyle z\mapsto z^{k}}. La derivata del monomio è {\displaystyle z\mapsto k\,z^{k-1}}, che per {\displaystyle k>1} si annulla solo all'origine: la funzione del piano in sé associata al monomio di ordine superiore a {\displaystyle 1} è conforme in tutti i punti fuorché nell'origine.
Un problema che si presenta quando si vuole rappresentare le funzioni olomorfe costituito dal fatto che, in generale, esse non sono funzioni iniettive: ad esempio, già per il semplice monomio {\displaystyle z^{k}} (con {\displaystyle k>1}) esistono {\displaystyle k} punti differenti che sono mandati nello stesso valore {\displaystyle y}, con la sola eccezione, naturalmente, del caso {\displaystyle y=0}: ad esempio, nel punto {\displaystyle y=1} sono mappate tutte le {\displaystyle k} radici {\displaystyle k}-esime dell'unità.
La mancanza di iniettività comporta importanti effetti quando si vanno a visualizzare le figure conformi. Già se si considera, ad esempio, la trasformazione costituita da un semplice elevamento al quadrato, e la si applica al piano tassellato dal disegno dell'orologio, si ottiene una figura in cui vi è la sovrapposizione di due tassellature differenti: infatti, per quanto detto prima, in ciascun punto del risultato, eccetto lo zero, sono mappati due punti dell'originale. Il risultato è la seguente figura sfocata:
Si può vedere che il disco unitario centrale è nel complesso conservato, in quanto mappato su se stesso, ma ogni punto (eccetto lo zero) è coperto due volte, il che rende la figura confusa. Per esempio, i punti corrispondenti a {\displaystyle +1} (ore 3:00) e a {\displaystyle -1} (ore 9:00) sono entrambi mandati su {\displaystyle +1} (sulle 3:00, a destra della figura, verso la metà), {\displaystyle +i} (ore 12:00) e  {\displaystyle -i}  (ore 6:00) sono entrambi mandati su  {\displaystyle -1}  (a sinistra nella figura, verso la metà).
Se si vuole avere a che fare una funzione iniettiva, bisogna restringere il dominio della trasformazione: ci si può, per esempio, restringere al caso del semipiano positivo, o al semipiano negativo. La figura ottenuta non presenterà sfocature dovute a sovrapposizioni.

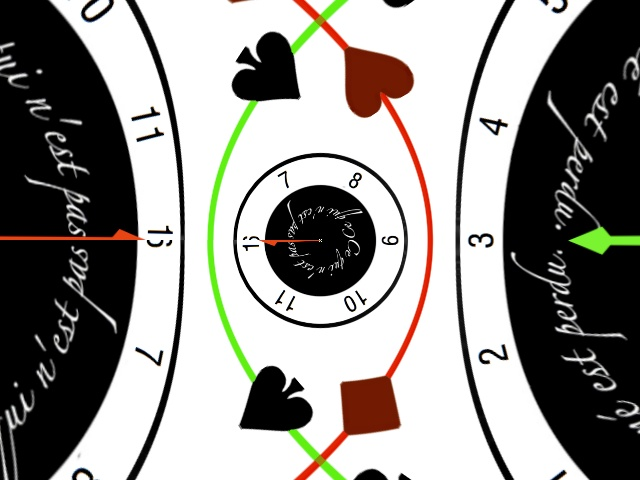
Il semipiano negativo al quadrato

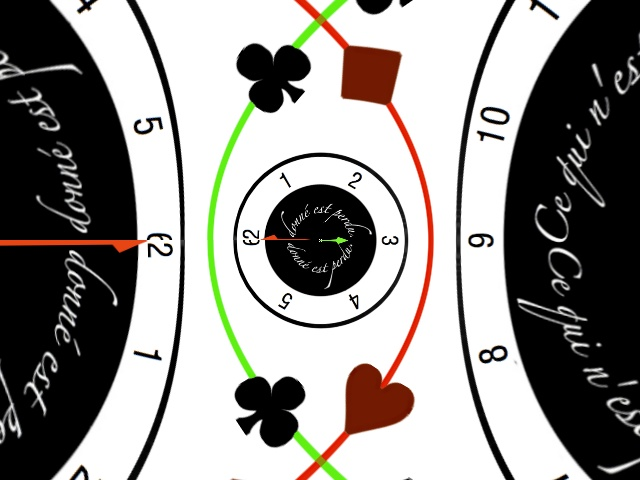
Il semipiano positivo al quadrato

Guardando più da lontano la figura, le sfocature si attenuano e si ottiene lo stesso aspetto, in grande, per l'intera tassellatura.

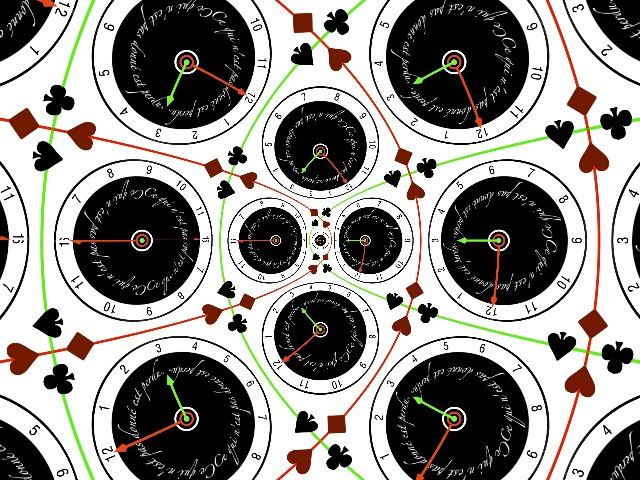
Il semipiano negativo al quadrato.
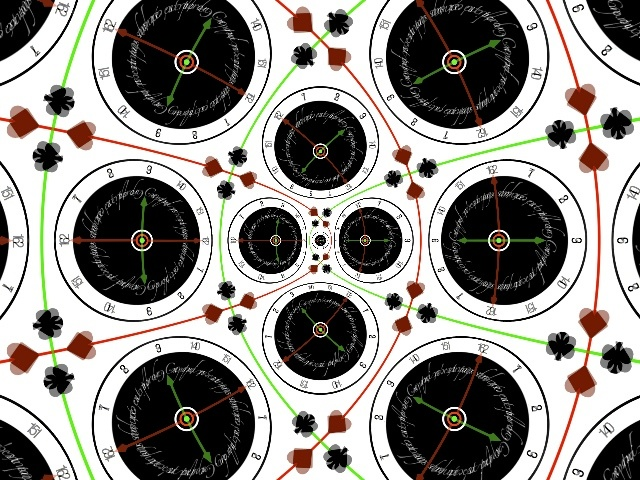
Orologio al quadrato: conforme ma non iniettiva.
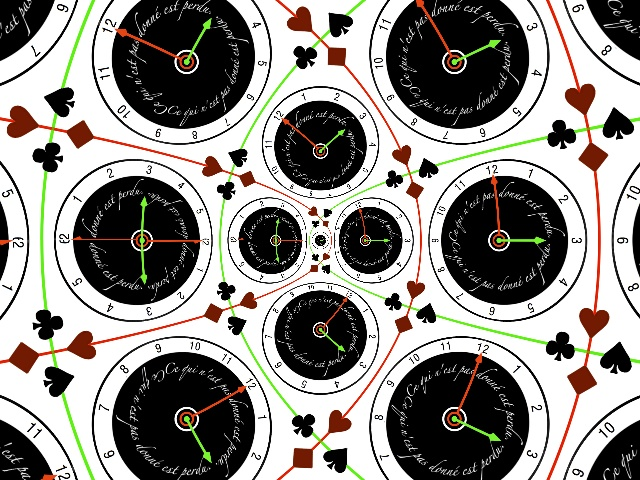
Il semipiano positivo al quadrato.

## Controimmagine

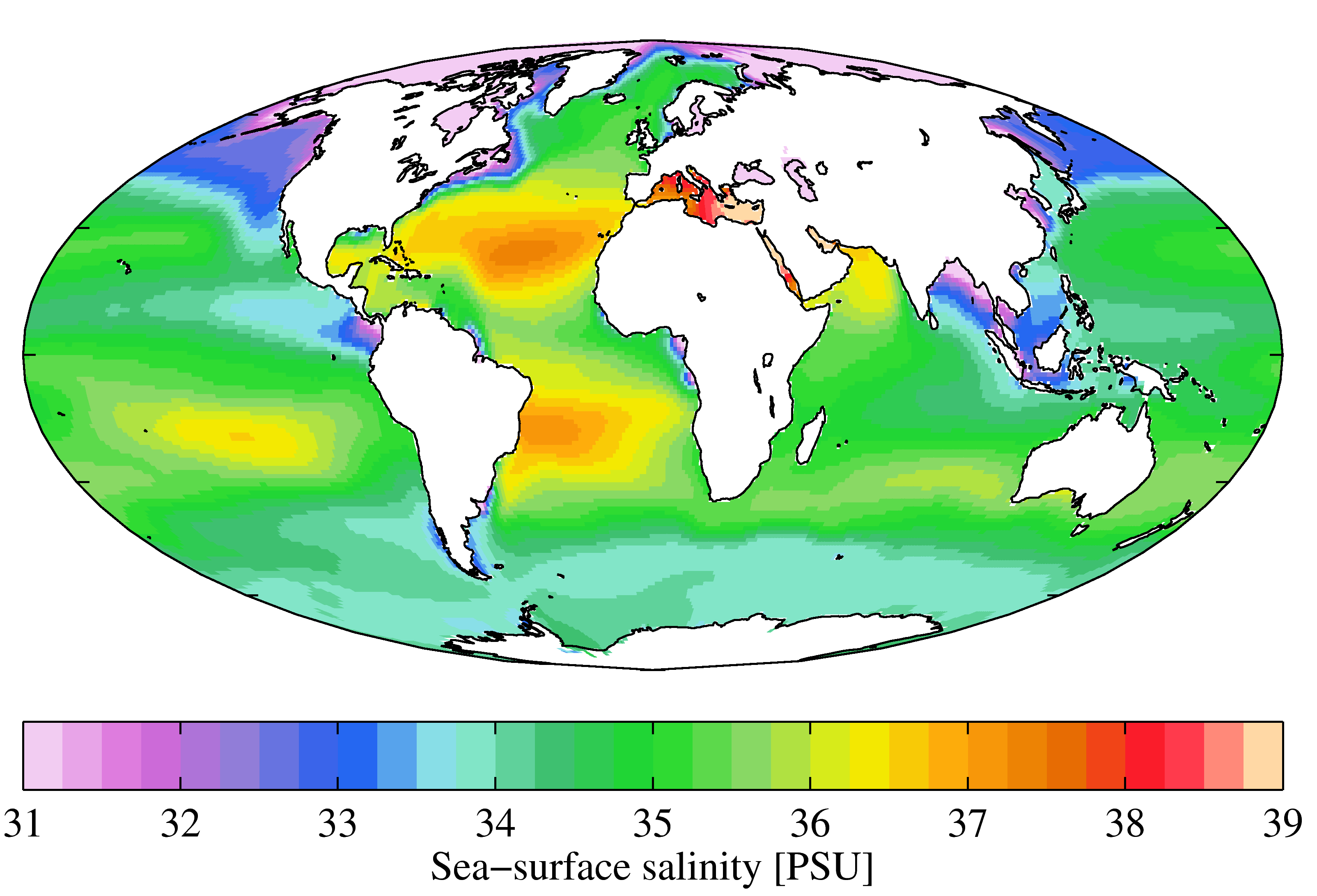
Grafico della salinità degli oceani rappresentato come controimmagine

Per ottenere una bella figura conforme, conviene tralasciare la mappatura diretta, e considerare la figura ottenuta mediante la funzione inversa.
La figura non tassella più il dominio della funzione ma il suo codominio (più correttamente, ma con bisticcio di parole, si dovrebbe dire che "non tassella più il dominio della funzione ma l'immagine del dominio"). In questa rappresentazione, il punto  {\displaystyle z}  assume il colore del pixel  {\displaystyle f(z)}.

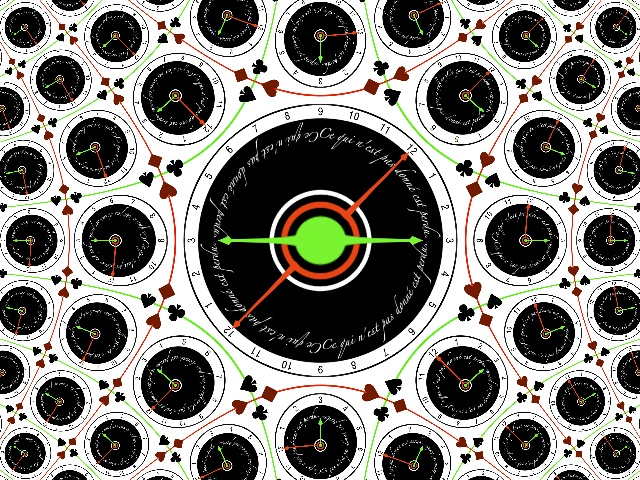
La controimmagine della funzione. Il grado è rivelato dalla duplicazione delle lancette

Si noti la duplicazione delle lancette e dei numeri del quadrante: i punti  {\displaystyle z} e  {\displaystyle -z} sono colorati allo stesso modo perché entrambi sono mappati nello stesso punto {\displaystyle z^{2}}.

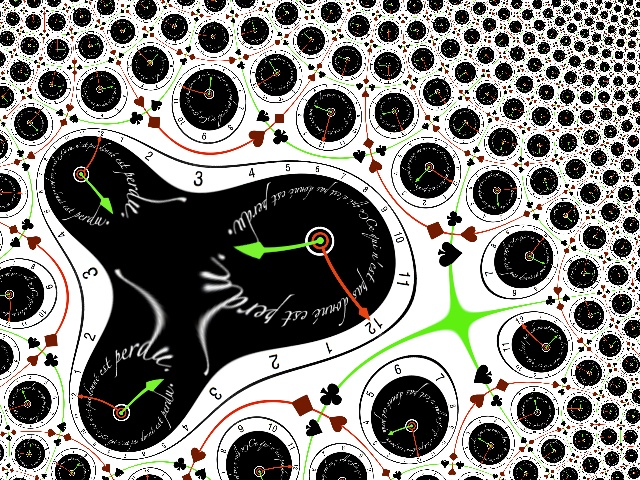
Un polinomio di grado. Si notino gli zeri della sua derivata. I semplici zeri non hanno nulla di speciale

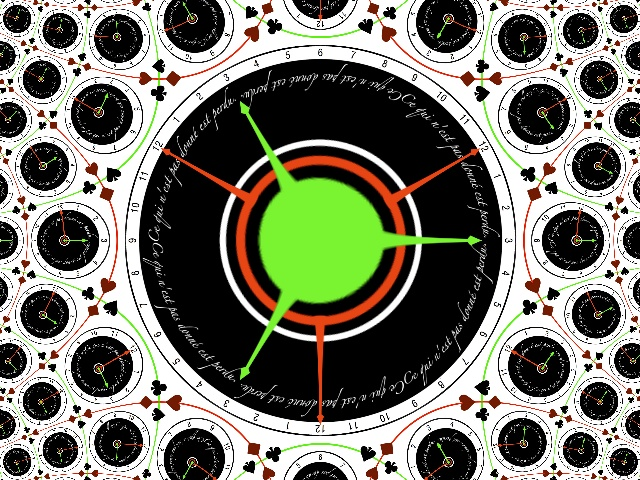
La controimmagine di. Il grado 3 è rivelato dalla triplicazione delle lancette e dei numeri dell'orologio centrato sull'origine

Allo stesso modo, per quanto già detto, il monomio di ordine k manda k punti diversi nello stesso punto obiettivo.
Dalla controimmagine si possono ricavare un bel po' di utili informazioni riguardanti la mappa conforme. Siccome il fattore di zoom della mappa diretta è rappresentato dalla derivata, il fattore di zoom della mappatura inversa è il reciproco della derivata: dove la mappa diretta ingrandisce (modulo del fattore di scala maggiore di  {\displaystyle 1} ), la mappa inversa rimpicciolisce (modulo del fattore di scala inferiore a  {\displaystyle 1} ). Ne consegue che in corrispondenza degli zeri della derivata della funzione succede stavolta qualcosa di molto speciale: il fattore di zoom diventa infinito, con evidenti forti deformazioni struttive visibili nei pressi di questi punti. Inoltre, il grado dello zero può essere facilmente ricavato dal numero di volte in cui una caratteristica del disegno si ripete attorno alla singolarità (si vedano le lancette, i numeri del quadrante e la scritta circostante, tutti elementi che vengono duplicati e triplicati, rispettivamente, nelle controimmagine di {\displaystyle z\mapsto z^{2}} e {\displaystyle z\mapsto z^{3}}).
Ci si può anche accorgere di quando la derivata sia reale e positiva: vi è ingrandimento ma nessuna rotazione e la figura si presenta "in piedi". Quando invece è reale negativa, la situazione è analoga ma la figura sta "a testa in giù". Quando ci si restringe a considerare l'asse reale, si può immaginare una rappresentazione approssimativa del grafico di una funzione reale. Si individueranno anche i punti di flesso: si trovano in corrispondenza dei minimi e dei massimi del fattore di zoom.

## Inversione, poli
Dopo le funzioni olomorfe, altro esempio di mappe localmente olomorfe è fornito dalle funzioni meromorfe, delle quali è possibile individuare sia posizione sia l'ordine dei poli.

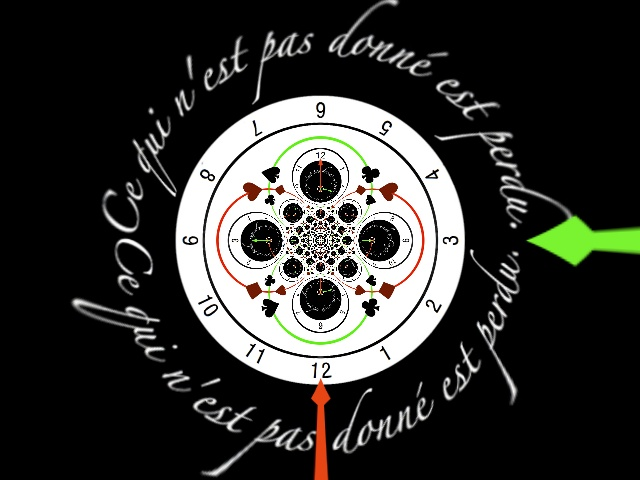
L'inversione.

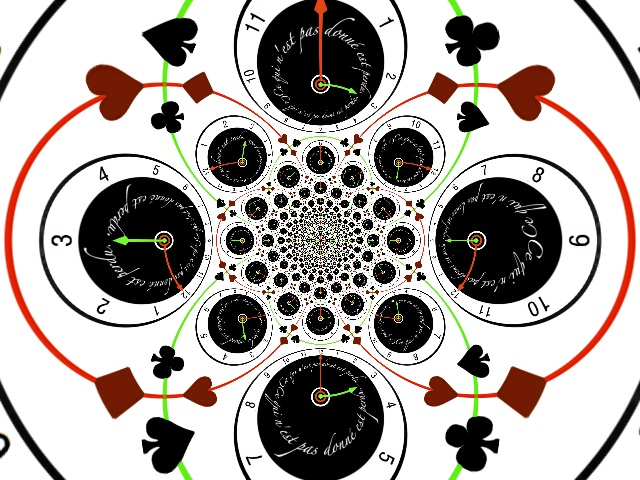
L'inversione (vista in dettaglio)

Consideriamo la funzione {\displaystyle z\mapsto 1/z}, che ha un polo semplice in corrispondenza dello zero. È un caso particolare della trasformazione di Möbius, vale a dire una trasformazione del tipo {\displaystyle z\mapsto {\frac {az+b}{cz+d}}}, in cui  {\displaystyle a}, {\displaystyle b}, {\displaystyle c} e {\displaystyle d} sono quattro numeri complessi tali che {\displaystyle ad-bc\neq 0} (in questo caso si ha {\displaystyle a=d=0} e {\displaystyle b=c=1}). Pertanto essa manda cerchi e rette in cerchi e rette, che è la sua caratteristica principale. In particolare, linee orizzontali e verticali sono trasformate in cerchi passanti per lo zero. È molto simile all'ordinaria inversione circolare ({\displaystyle z\mapsto 1/{\bar {z}}}) e al pari di questa fa "esplodere" l'interno del cerchio unitario, all'interno del quale viene invece "compresso" tutto il resto del piano. Per il fatto di scambiare linee curve con rette, e viceversa, la trasformazione si presta a curiosi effetti grafici: è ampiamente utilizzata dagli artisti, per ottenere spettacolari deformazioni struttive di tipo anamorfico delle immagini.

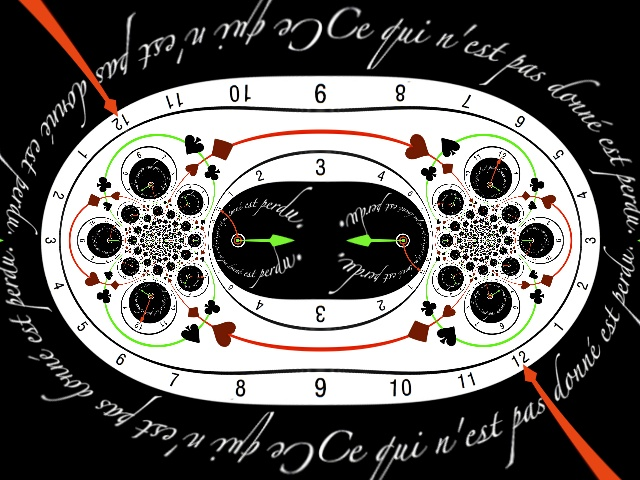
Due poli in corrispondenza di e

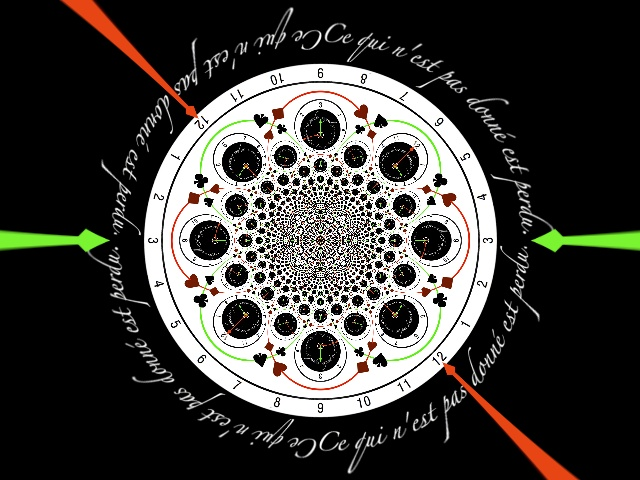
Un polo di ordine per

Come gli zeri, i poli possono essere semplici o di ordine superiore. I cerchi, in generale, sono conservati solo a livello infinitesimo. Si possono dipingere poli di ordine più alto come molti poli semplici messi insieme.

## Logaritmo ed esponenziale

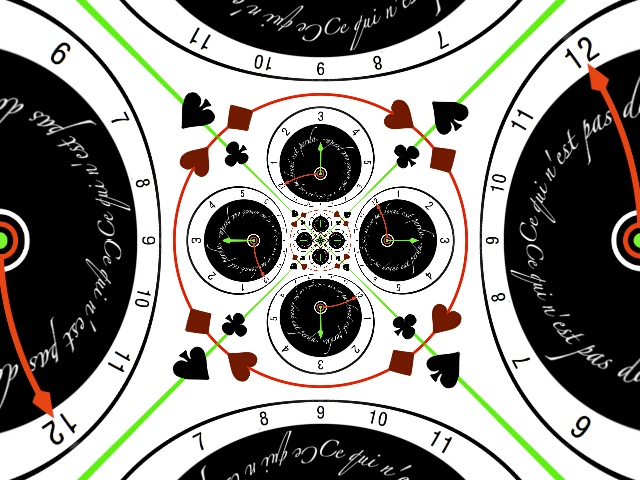
la funzione esponenziale. Si notino le invarianze rispetto all'omotetia e alla rotazione, corrispondenti alle invarianze alla traslazione orizzontale (reale) e verticale (immaginaria) nel reticolo di destinazione

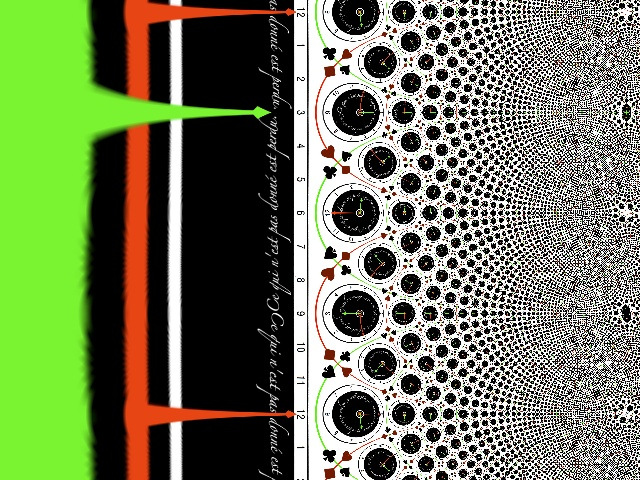
La funzione logaritmo. Si notino, a sinistra, le bande verticali, effetto dello "srotolatamento" di cerchi e dischi centrati sull'origine. Si osservino invece la lancette rosse e verdi: le rette uscenti dal centro sono trasformate in rette orizzontali

Una trasformazione importante in analisi complessa e cartografia è il passaggio da coordinate cartesiane {\displaystyle (x,y)} a coordinate polari {\displaystyle (r,\theta )}. Questa trasformazione è espressa dalla coppia di funzioni logaritmo/esponenziale, una l'inversa dell'altra ({\displaystyle \log(\exp(z))=z}). In effetti,
{\displaystyle \log(r\,e^{i\theta })=\log(r)+i\theta } manda {\displaystyle (r,\theta )} in {\displaystyle (x=log(r),y=\theta )} e {\displaystyle \exp(x+i\,y)=\exp(x)\,e^{i\,y}} manda {\displaystyle (x,y)} in  {\displaystyle (r=\exp(x),\theta =y)}.
Nella figura ottenuta, il logaritmo srotola i cerchi centrati sull'origine trasformandoli in linee verticali, mentre i raggi vengono trasformati in linee orizzontali: la grande banda verde verticale è il pivot circolare della lancetta mentre l'interno del quadrante è trasformato nella fascia verticale nera attraversata dalla scritta verticale in francese; le lancette verdi e rosse, invece, essendo rette uscenti dal centro, si trasformano in rette orizzontali.
Il comportamento dell'esponenziale è invece opposto: avvolge le linee verticali trasformandole in cerchi concentrici e manda rette orizzontali in raggi uscenti dall'origine.
Si noti che il logaritmo tende all'infinito all'approssimarsi a zero, ma in maniera molto più lenta di quanto non faccia l'inversione.

## Singolarità essenziali

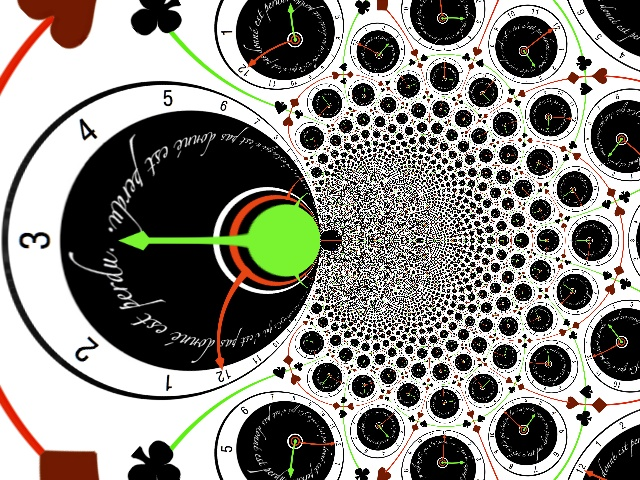
La singolarità essenziale:.

Le funzioni analitiche esibiscono un altro tipo di singolarità, per esempio la singolarità essenziale.
{\displaystyle z\mapsto e^{1/z}} è zero per {\displaystyle z\to 0^{-}},
con un'accumulazione di zeri,
e indeterminata per {\displaystyle z\to 0^{+}}, con un'accumulazione di poli.

## Raggio di convergenza
Le funzioni analitiche sono (localmente) rappresentabili come somme di serie di potenze. Dato un punto, la serie di Taylor ammette un raggio di convergenza. Il confronto tra la controimmagine della funzione, e la sua serie di Taylor troncata fino a un certo ordine, permette di illustrare il concetto:

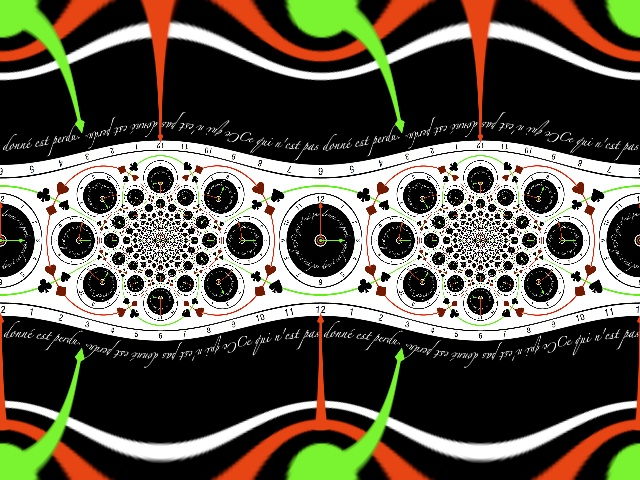
La funzione tangente ha un polo semplice ogni  {\displaystyle {\frac {k\pi }{2}}}. Esibisce una singolarità essenziale all'infinito.
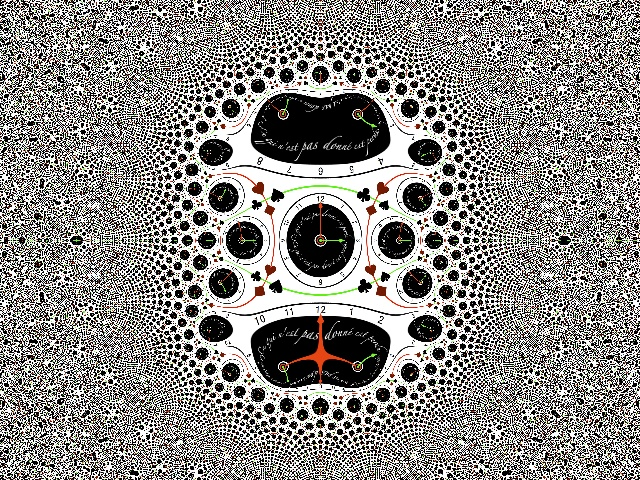
Il troncamento all'ordine  {\displaystyle 7}  della sua serie di Taylor intorno allo 0 ne fornisce una buona approssimazione all'interno del disco di convergenza.